# 6283 Menghuazhu
A 6283 Menghuazhu (ideiglenes jelöléssel (6283) 1980 VX1) a Naprendszer kisbolygóövében található aszteroida. A Bíbor-hegyi Obszervatórium fedezte fel 1980. november 6-án.